# الإسلام في غواتيمالا
غواتيمالا دولة تقع في أمريكا الوسطى، في شمالها المكسيك وشرقها بليز (هندوراس البريطانية) وفي غربها المحيط الهادي وفي جنوبها السلفادور وعاصمتها مدينة (جواتيمالا).
هاجر إليها الآف من العرب من بينهم قليل من المسلمين. وتمكنت الجالية المسلمة من إنشاء مركز إسلامي في جوانيمالا ويضم مسجد ومكتبة وفصل دراسي وزاد عدد المسلمين في جواتيمالا نتيجة لهجرة الفلسطينيين إليها لاحقاً. ويعمل المسلمون بالتجارة، يبلغ عدد السكان المسلمين في غواتيمالا حوالي 1200 (0.008% من إجمالي السكان) 95% منهم مهاجرون فلسطينيون. يوجد مسجد بالقرب من شارع ريفورما الرمزي، يسمى مسجد الدعوة الإسلامية في غواتيمالا، تُقام فيه الصلوات الخمس اليومية وتُعطى فيه محاضرات في الدراسات الإسلامية.
رئيس الجالية الإسلامية في البلاد فهد حميدة السجيني.
مسجد الأحمدية الرئيسي في البلاد هو مسجد ميزكيتا بيت الأول، الذي شيد في عام 1989. ومع ذلك، يوجد بالجماعة أيضًا مساجد في هویهويتينانكو وكويتزالتنانغو. يوجد حوالي 700 أحمدي في البلاد.

## المتطلبات
1. استكمال مشروع المركز الإسلامي.
2. الحاجة إلى الدعاة.
3. الكتب الإسلامية باللغة الأسبانية.
4. تعميق الصلة بالعالم الإسلامي.
5. إنشاء مدارس إسلامية لتعليم أبناء المسلمين.